# Synixais argentea
Synixais argentea är en skalbaggsart som beskrevs av Stefan von Breuning 1961. Synixais argentea ingår i släktet Synixais och familjen långhorningar. Inga underarter finns listade i Catalogue of Life.